# Atypophthalmus fuscopleura
Atypophthalmus fuscopleura är en tvåvingeart som först beskrevs av Alexander 1920.  Atypophthalmus fuscopleura ingår i släktet Atypophthalmus och familjen småharkrankar.
Artens utbredningsområde är Kamerun. Inga underarter finns listade i Catalogue of Life.